# Maskult a midkult
Maskult a midkult jsou pojmy, které do studia médií a kultury vnesl literární kritik Dwight Macdonald ve své práci Against the American Grain, která vyšla roku 1962. Oběma pojmy Macdonald označuje pokleslé kulturní formy.

## Maskult
Zhruba do roku 1750 existovala podle Macdonalda jen kultura lidová (folk culture) v opozici ke kultuře vysoké (high culture). V moderní éře začal přirozenou lidovou kulturu (pohádky, tance, lidové písně) nahrazovat tzv. maskult (pojem masová kultura by byl podle Macdonalda Contradictio in adjecto), který se od lidové kultury liší tím, že nevzniká zdola, ale je pro lidové masy připravován průmyslově shora, inženýry zábavy. Taková kultura ztrácí autenticitu, je uniformní, homogenizovaná, nízká a repetitivní (neustále opakuje dokola osvědčené vzorce). Uvnitř maskultu vládne jediný organizační princip: tzv. slučovací poměr, který vede k tomu, že všechny elementy jsou postaveny na roveň, ztrácí se hierarchičnost a schopnost rozlišení „vysokého“ a „nízkého“, důležitého a nedůležitého.

## Midkult
Za ještě nebezpečnější označil Macdonald tzv. midkult (z anglického middle culture). Ten vzniká stejně jako maskult, ale připomíná produkty dávné vysoké kultury, snaží se je napodobit a dodat si tak vážnosti. S podobnou koncepcí přišla Hannah Arendtová ve své knize Krize kultury. I Arendtová se domnívá, že masová kultura se začala vysokou kulturou stravovat, začala ji tunelovat, upravovat pro své potřeby a tím nakonec banalizovat. 